# Andrzej Włodarek
Andrzej Jan Włodarek (ur. 1955 w Częstochowie) – polski historyk sztuki i architektury, nauczyciel akademicki.

## Życiorys
Ukończył studia z zakresu filologii rosyjskiej (1980; praca magisterska poświęcona Zinaidzie Gippius) oraz historii sztuki (1985; magisterium dotyczące kościoła w Tyńcu) na Uniwersytecie Jagiellońskim. Doktoryzował się w 1998 na Wydziale Historycznym UJ w oparciu o pracę pt. Bursa Kanonistów na tle architektury budowli fundacji Jana Długosza oraz architektury Krakowa, której promotorem była prof. Klementyna Żurowska. Stopień doktora habilitowanego uzyskał w 2003 w Instytucie Sztuki PAN na podstawie rozprawy zatytułowanej Architektura średniowiecznych kolegiów i burs Uniwersytetu Krakowskiego.
W latach 1986–1987 pracował w Instytucie Historii Sztuki Uniwersytetu Jagiellońskiego. W 1987 został zatrudniony w krakowskiej filii Instytutu Sztuki PAN; w jednostce tej doszedł do stanowiska profesora nadzwyczajnego. W 2007 podjął pracę na Papieskiej Akademii Teologicznej w Krakowie, przekształconej później w Uniwersytet Papieski Jana Pawła II. Na uczelni tej objął stanowisko profesora nadzwyczajnego w Instytucie Historii Sztuki i Kultury na Wydziale Historii i Dziedzictwa Kulturowego.
Specjalizuje się w historii architektury średniowiecznej. Wraz z Pawłem Dettlorffem i Rafałem Nestorowem opracował publikację pt. Katalog Zabytków Sztuki w Polsce. Miasto Kraków: Śródmieście, ulica Świętego Jana (Warszawa 2015).